# جامعة ريجيس
جامعة ريجيس هي جامعة خاصة يسوعية الجامعة في دنفر، كولورادو. تأسست من قبل جمعية يسوع في عام 1877 وهي عضو في اتحاد الكليات والجامعات اليسوعية. جامعة ريجيس مقسمة إلى خمس كليات: كلية ريجيس، كلية رويكرت هارتمان للمهن الصحية، كلية الدراسات الليبرالية المعاصرة، كلية علوم الحاسب والمعلومات وكلية أندرسون للأعمال. الجامعة معتمدة من هيئة التعليم العالي.

## تاريخ
في عام 1877، أنشأت مجموعة من اليسوعيين الإيطاليين المنفيين كلية صغيرة في لاس فيجاس، نيو مكسيكو. أطلق اليسوعيون على هذه المؤسسة اسم كلية لاس فيجاس والتي عُرِفت في النهاية باسم جامعة ريجيس.
في عام 1884، دعا أسقف دنفر اليسوعيين لإنشاء كلية في موريسون، كولورادو حيث تم افتتاح كلية القلب المقدس. في عام 1887، اندمجت كلية لاس فيجاس وكلية القلب المقدس وانتقلت إلى الموقع الحالي لجامعة ريجيس. في وقت الاندماج، كانت المدرسة تسمى كلية القلب المقدس. في وقت لاحق في عام 1921، تبنت اسم كلية ريجيس تكريماً للقديس جون فرانسيس ريجيس.
في عام 1991، تم تغيير اسم كلية ريجيس إلى جامعة ريجيس.
استضافت جامعة ريجيس موسيقي الروك جيمي هندريكس في عام 1968، بالإضافة إلى فرقة الروك البريطانية كوين (فرقة) التي قدمت أول حفل موسيقي لها في الولايات المتحدة في 16 أبريل 1974.
تنحى مايكل شيران عن منصبه كرئيس للجامعة في 1 يونيو 2012. خلف شيران جون بي فيتزجيبونس، إس جيه، الذي أصبح الرئيس الرابع والعشرين للجامعة.

### المتحدثون الضيوف
تحدث ديزموند توتو في الجامعة في نوفمبر 1998، على خطى بيتي ويليامز من أيرلندا الشمالية والدالاي لاما في عام 1993.
ومن المتحدثين الآخرين المؤلف إيلي ويزل في عام 2001، والرئيس السابق لبولندا ليخ فاونسا في عام 2003، ومؤخرًا ديفيد تريمبل من أيرلندا الشمالية في عام 2006. إجمالاً، زار 13 من الحاصلين على جائزة نوبل للسلام جامعة ريجيس منذ عام 1996.[بحاجة لمصدر]

### زيارة البابا
في 12 أغسطس 1993، زار البابا يوحنا بولس الثاني حرم شمال غرب دنفر بجامعة ريجيس، حيث التقى بالرئيس بيل كلينتون لأول مرة. استقبلوا حوالي 150 زائرًا، تم اختيارهم من خلال نظام اليانصيب، واجتمعوا على انفراد لمدة ساعة في غرفة طعام الرئيس في كارول هول.

## المدارس

### كلية ريجيس
تضم كلية ريجيس البرامج التقليدية والجامعية (وماجستير الفنون في التعليم وماجستير العلوم في العلوم الطبية الحيوية). تم تصميم هذه البرامج لخريجي المدارس الثانوية الجدد، أو الطلاب المنقولين، مع خبرة عمل مهنية قليلة أو معدومة. تقدم كلية ريجيس مجموعة من التخصصات، والقصر، والتأكيدات، ومسارات ما قبل الاحتراف. غالبًا ما يدخل الطلاب الراغبون في الالتحاق ببرامج التمريض أو العلاج الطبيعي أو الصيدلة إلى كلية ريجيس لإكمال المتطلبات المسبقة.

### كلية رويكرت هارتمان للمهن الصحية
عندما استوعبت ريجيس شقيقتها، كلية لوريتو هايتس، ولدت كلية رويكرت هارتمان للمهن الصحية. تدير ريجيس برنامج تمريض معترفًا به على المستوى الوطني، وواحد من برامج العلاج الطبيعي الأولى. تنقسم المدرسة إلى ثلاث مدارس وقسمين: مدرسة لوريتو هايتس للتمريض، وكلية الصيدلة، وكلية العلاج الطبيعي، وقسم تعليم الخدمات الصحية وقسم الإرشاد والعلاج الأسري. تقدم الكلية ثلاثة برامج دكتوراه، دكتوراه في ممارسة التمريض (عبر الإنترنت بالكامل)، ودكتوراه في العلاج الطبيعي، ودكتوراه في الصيدلة.

### كلية الدراسات الليبرالية المعاصرة
في عام 2014، تمت إعادة تسمية كلية الدراسات المهنية (CPS) إلى كلية الدراسات الليبرالية المعاصرة (CCLS)، بهدف توفير تعليم اليسوعي المرتكز على القيم والمصمم للمتعلم البالغ. طلاب كلية الدراسات الليبرالية المعاصرة هم من المهنيين العاملين وأولياء الأمور والأزواج الذين لديهم التزامات عمل ومدرسة وعائلة يسعون للحصول على درجة البكالوريوس أو الماجستير من جامعة معتمدة. تخدم كلية الدراسات الليبرالية المعاصرة أكثر من 9000 طالب بالغ في جميع أنحاء العالم وتقدم تنسيقات دراسية قائمة على الحرم الجامعي وعبر الإنترنت وموجهة. تتكون كلية الدراسات الليبرالية المعاصرة من مدرستين متميزتين: كلية العلوم الإنسانية والاجتماعية، وكلية التربية والإرشاد. تقدم كلتا المدرستين درجات البكالوريوس والماجستير وبرامج الشهادات. تم تسمية كلية الدراسات الليبرالية المعاصرة كأفضل مدرسة صديقة عسكرية لعام 2012.

### كلية علوم الحاسب والمعلومات
في عام 2014، تم إنشاء كلية علوم الكمبيوتر والمعلومات خصيصًا من أجل توفير تعليم متخصص في صناعة علوم الكمبيوتر. برامجها الجامعية في علوم الكمبيوتر وأنظمة معلومات الكمبيوتر وشبكات الكمبيوتر معتمدة من الاعتماد الأكاديمي للهندسة والتكنولوجيا. وهي البرامج الوحيدة من نوعها المعتمدة من الاعتماد الأكاديمي للهندسة والتكنولوجيا والتي بالإضافة إلى الفصول الدراسية، يتم تقديمها أيضًا عبر الإنترنت بنسبة 100%.

### كلية أندرسون للأعمال
في عام 2015، تم إنشاء كلية إدارة الأعمال والاقتصاد رسميًا للجمع بين قسم الأعمال بكلية ريجيس وكلية الدراسات المهنية للإدارة وماجستير في الإدارة غير الربحية. بعد تبرع قدمه المهندس المعماري من دنفر آندي أندرسون في عام 2018، تمت إعادة تسمية الكلية إلى كلية أندرسون للأعمال. تقدم الكلية كلاً من خيارات الدورات الدراسية عبر الإنترنت والفصول الدراسية.

## معهد الصالح العام
يقول معهد الصالح العام بجامعة ريجيس، الذي تأسس في عام 1997 من قبل الرئيس آنذاك مايكل ج. شيران : «... [إنه] يخدم المجتمع... من خلال توفير مساحة آمنة وفعالة للحوار المجتمعي والتمييز المجتمعي، والمداولات العامة... تعكس كل [هذه المفاهيم] التراث الروماني الكاثوليكي واليسوعي لجامعة ريجيس والمعهد.»

## مركز تعلم الخدمة
يسهل مركز التعلم الخدمي (CSL) التابع لجامعة ريجيس الخدمة التطوعية للطلاب، وتطوير مكونات تعلم الخدمة في الدورات الدراسية، والتنسيب بين أفراد المجتمع المحتاجين لمن حصلوا على جوائز دراسة العمل. هذه مكونات أساسية لرسالة الجامعة لتدريب الرجال والنساء على الآخرين.

## الترتيب
احتلت جامعة ريجيس المرتبة 202 بين الجامعات الوطنية من قبل يو إس نيوز آند وورد ريبورت في تصنيفاتها لعام 2020. كانت هذه هي السنة الأولى لدخول جامعة ريجيس في هذه القائمة الوطنية منذ إعادة تصنيفها في عام 2019 كجامعة دكتوراه مهنية. وسبق أن احتلت المرتبة 26 بين «الجامعات الإقليمية الغربية».

## خريجون متميزون
- تشارلز ف. برانان، وزير الزراعة السابق (1948–53).
- كامبل براون، مضيف الأخبار التليفزيونية - سي إن إن.[27]
- باني دي بروم، سفير جزر مارشال لدى الولايات المتحدة (1996-2008، 2009-2011).[28]
- جون بي فارلي، ممثل وممثل كوميدي، شقيق الممثل كريس فارلي.
- جوزيف مونتويا، عضو مجلس الشيوخ الأمريكي من ولاية نيو مكسيكو.
- جاك موريس، مؤسس فيلق التطوع اليسوعي.[29]
- بيل موراي، ممثل وممثل كوميدي، درس فيها لكنه لم يتخرج، حصل على الدكتوراه الفخرية في العلوم الإنسانية في عام 2007.[30]
- توم وايت، عضو الهيئة التشريعية في ولاية نبراسكا.

## روابط خارجية
- الموقع الرسمي